# Justa Grata Honòria

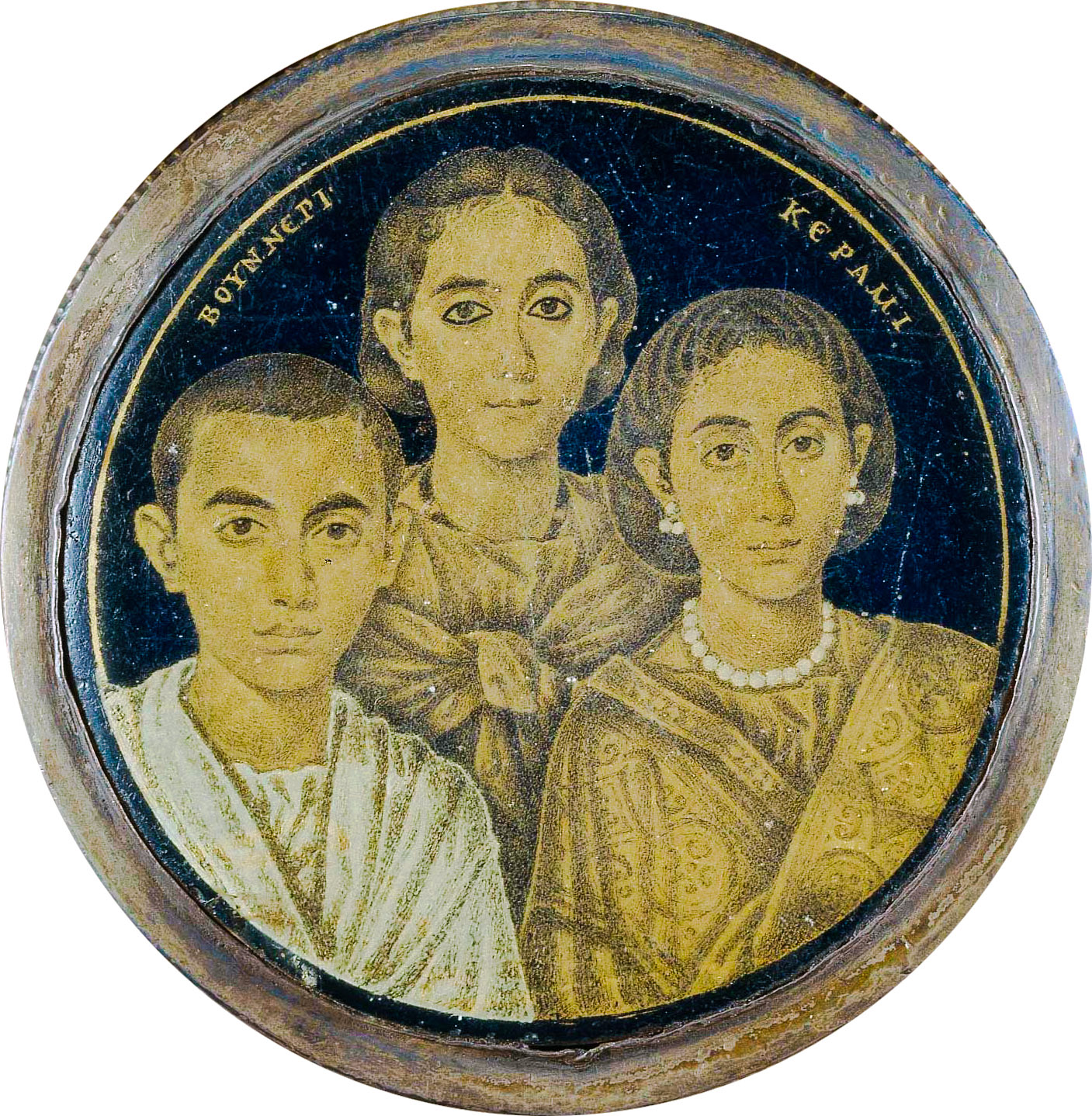
Honoria (al mig), amb el seu germà Valentinià III i la seva mare Gal·la Placídia (Brescia, Museu de Santa Giulia).

Justa Grata Honòria (Ravenna 419 -Constantinoble ~457) va ser la germana de l'Emperador Romà d'Occident Valentinià III. Eren fills de l'emperador Constanci III i de Gal·la Placídia.
Va adquirir notorietat per la carta que va escriure a Àtila a la primavera del 450 demanant-li que la salvés d'un matrimoni no desitjat amb el senador Flavi Bassus Herculanus. La carta, que anava acompanyada de l'anell d'Honòria per demostrar-ne l'autenticitat, va ser interpretada per Àtila com una proposta de matrimoni i ho va fer servir com a excusa per reclamar la meitat de l'Imperi Occidental com a dot i iniciar-ne la conquesta. La Campanya d'Àtila a través de Gàl·lia i Itàlia es prolongaria del 451 al 453, en què va renunciar a es pretensions sobre Honòria i l'Imperi i es va retirar.
Tan sols la intercessió de Gal·la Placídia, la mare d'ambdós, va fer convèncer a Valentinià d'exiliar a Honòria en lloc d'executar-la.
Les fonts sobre la vida d'Honòria són Flavius Merobaudes, Carmina, I; Priscus, fragments 2, 7, 8, De legibus gentium; Joan d'Anqioquia, frag. 84 De insidiis; i Jordanes, Get. 223‑224, Rom. 328.

## Biografia
Fou filla de Constanci III emperador de l'oest i de Gal·la Placídia. Va néixer vers finals del 417 o començaments del 418. El febrer del 421 Honori va associar al tron a Constanci i Placídia va rebre el títol d'augusta. Mort Constanci III al cap de pocs mesos, Placídia va quedar en posició rellevant primer amb cooperació amb Honori, però després acabaren enemistats.
L'enfrontament de Placídia i Honori va acabar el 423 amb l'expulsió de palau de Placídia i els seus fills (Placídia fou acusada de demanar ajut estranger, probablement els visigots, contra el seu germà) i es va retirar a la part oriental de l'imperi amb la seva filla Justa Grata i el fill Valentinià III.
A la mort d'Honori (424) i la usurpació de Joan, que tenia el suport del magister militum Castí, Teodosi va decidir restaurar en el poder a Valentinià. Els generals Aspar i Ardaburi van envair Itàlia o només a la zona de Ravenna es reconeixia a Joan. De camí, a Tessalònica, Valentinià fou proclamat Cèsar i Helió, cap de la cort oriental, regent. Aspar va ocupar Aquileia i allí va anar a parar Placídia i els seus fills el vaixells dels quals probablement havia estat portats a la costa de Dalmàcia per una tempesta. Ocupada Ravenna Joan fou executat i Castí exiliat (setembre del 424).
El 23 d'octubre del 424 Valentinià fou coronat emperador. Probablement fou llavors o poc després quan Justa Grata fou creada augusta. Per les monedes sembla que aquest nomenament fou fet entre octubre del 424 i meitat del 426 a tot tardar.
Segons Marcel·lí va escriure a Àtila el 434. S'ha suposat que li van imposar restriccions al matrimoni, i en revenja va escriure al rei dels huns Àtila demanant que la salvés d'aquesta situació i es casés amb ella. Àtila en el primer contacte no li va fer cas i llavors ella va mantenir (o ja mantenia) relacions sexuals amb l'administrador i cortesà Eugeni, de qui va quedar prenyada. En descobrir-se això (434) fou enviada a Constantinoble i segons Valesi el cortesà Eugeni fou executat encara que no hi ha cap més testimoni en aquest sentit. El text de Marcel·lí fa necessària una segona crida a Àtila per compaginar els fets:
El 450 després de la mort de Teodosi fou retornada a Occident amb el seu germà Valentinià III. Sembla que llavors Àtila va fer valdre la carta de Justa Grata Honòria i va reclamar aquesta com a esposa i una part de l'imperi, al que Valentinià va contestar que Justa ja tenia marit i que les dones no tenien part en la successió de l'imperi. El moment en què Justa es va casar amb l'obscur senador Flavi Bas Herculà (cònsol el 450) no és conegut però se sospita que fou just retornar a Occident, i que Justa hauria escrit llavors una segona vegada a Àtila per demanar que la salvés d'aquest matrimoni no desitjat i per reiterar l'oferiment de la seva mà. Àtila va envair la Gàl·lia on fou derrotat per Estilicó, i després Itàlia on es va haver de retirar per una epidèmia de pesta.
Modernament es tendeix a pensar que els fets del 434 no van passar i que Marcel·lí va cometre un error. Vers el 448 Justa Gala Honòria, ja amb més de 30 anys i soltera per raons desconegudes, hauria intentat agafar el poder i per això s'hauria aparellat amb l'influent cortesà Eugeni. L'afer fou descobert quan ella va quedar prenyada i probablement Eugeni fou executat (vers 449 o principis del 450) i es va concertar el matrimoni de la princesa amb un obscur senador de nom Flavi Bas Herculà. Llavors Justa Gala va demanar ajut al més poderós rei d'Occident, el rei dels huns, al que va oferir la seva mà i la meitat de l'imperi com a consort i al que va enviar un anell com a prova (vers la primavera del 450). Valentinià III va imposar el matrimoni de Justa Gala mentre Àtila fou derrotat a la Gàl·lia, i quan va envair Itàlia l'any següent ho hauria fet com a campió de la princesa. Per tant, tot l'afer de la carta del 434 i de l'embaràs d'aquell any (quant tenia 16 anys) caldria descartar-lo i traslladar tots els fets a una data propera al 450.
De la sort final de Justa Grata Honòria no se'n sap res, però sembla que no fou executada per la intercessió de la seva mare i fou enviada a l'exili fins a la seva mort en data desconeguda. La darrera vegada que és esmentada és el 452.